# Úhlavka
Úhlavka är ett vattendrag i Tjeckien.   Det ligger i regionen Plzeň, i den västra delen av landet, 110 km väster om huvudstaden Prag.